# Міс Всесвіт
Міс Все́світ (англ. Miss Universe) — щорічний міжнародний конкурс краси, один з найпрестижніших конкурсів краси у світі, разом з конкурсами Міс Світу, Міс Інтернешнл і Міс Земля входить до «Великої четвірки конкурсів краси». Щороку в конкурсі беруть участь близько 80 учасниць з різних країн. Комітет «Міс Всесвіт» надає ліцензію місцевим організаціям, що дає право обирати учасницю конкурсу «Міс Всесвіт» від своєї країни. Учасницю від України обирає комітет «Міс Україна-Всесвіт».
Гасло конкурсу: «Beautifully Confident». Директорка конкурсу Пола Шугарт вважає, що впевненість у собі — це найважливіша якість, якою людина може володіти.
Конкурс «Міс Всесвіт» був заснований у 1952 році, компанією Pacific Knitting Mills, яка займалась виробництвом одягу. З 1996 по 2015 рік власником конкурсу був Дональд Трамп. Наразі власниками та організаторами конкурсу є американська корпорація Endeavor.
З 16 листопада 2024 року титул Міс Всесвіт носить представниця Данії Вікторія К'єр Тейлвіг.

## Історія
Після перемоги в конкурсі Міс Америка 1951 Іоланда Бетбезе відмовилася позувати в купальниках Catalina, що виробляла компанія Pacific Knitting Mills, колишній великий спонсор конкурсу. Тоді в 1952 році Pacific Knitting Mills вийшла з участі у Міс Америка та заснувала альтернативний американський конкурс Міс США і міжнародний конкурс Міс Всесвіт. Перший конкурс був проведений в Лонг-Біч, переможницею стала Армі Куусела з Фінляндії. Конкурс був вперше показаний по телебаченню в 1955 році. До 1971 року «Міс Всесвіт» проводився в США, але з 1972 він щороку проводиться в новій країні.
Згодом конкурс став частиною компанії Kayser-Roth, а потім Gulf and Western Industries. У 1996 році права на проведення конкурсу були куплені Дональдом Трампом. В 1998 році штаб-квартиру Міс Всесвіт перенесли з Лос-Анджелесу в Нью-Йорк. В 2002 році Дональд Трамп уклав договір з компанією NBC, передаючи їм право на трансляцію конкурсу на телебаченні. З 2003 по 2014 рік конкурс краси транслював канал NBC.
У 2015 році, після того, як Дональд Трамп зробив заяву про незаконних іммігрантів з Мексики в його передвиборчій кампанії, NBC відмовились транслювати Міс Всесвіт. Трамп викупив частку каналу NBC на «Міс Всесвіт» та на три дні став єдиним власником конкурсу. У вересні 2015 р. новим власником «Міс Всесвіт» стала корпорація WME | IMG [Архівовано 3 червня 2017 у Wayback Machine.].

## Сучасність

### Відбір учасниць
Учасниці конкурсу Міс Всесвіт обираються на національних конкурсах краси країн-учасниць. Однак це не завжди так. Учасниця конкурсу 2004 року від Австралії Дженніфер Хоукінс була просто відібрана модельним агентством, а національний австралійський конкурс не проводився, оскільки вважався застарілим. В Україні відбором учасниць займається комітет «Міс Україна-Всесвіт».
Учасниці повинні бути неодруженими й не мати дітей. Мінімальний вік учасниці Міс Всесвіт повинен складати 18 років.

### Формат змагання
В перші роки конкурсу список півфіналісток оголошувався одразу після попередніх змагань (preliminary competition). Починаючи з 1965 року понині, імена півфіналісток не розголошуються до дня проведення фіналу. Після конкурсу купальників та вечірніх суконь оголошувалась п'ятірка фіналісток. Починаючи з 1960-х років вводять інтелектуальний конкурс для більш точного визначення призових місць.
В 2015 році існував формат конкурсу, аналогічний до попередніх років — півфіналістки обирались на попередніх змаганнях, далі вони брали участь у конкурсі купальників та вечірніх суконь, після чого обиралась 5-ка фіналісток. У фіналі учасниці відповідали на запитання, пов'язані з проблемами державного значення їх країни. Після цього обирались 3 учасниці для відповіді на загальне питання, зазвичай однакове для всіх учасниць.
У 2017 році під час конкурсу «Міс Всесвіт 2016» кількість півфіналісток була зменшена до 13, після конкурсу купальників обирались 9 учасниць для участі у конкурсі вечірніх суконь. Лише 6 дівчат брали участь в інтелектуальному конкурсі та до фіналу вийшли лише 3.

### Основний конкурс
Конкурс проводиться протягом двох тижнів взимку чергового або поточного року. У 1970-90-х конкурс тривав місяць, але зараз його тривалість скорочена.
За словами організаторів, конкурс Міс Всесвіт — це дещо більше, ніж звичайний конкурс краси. Жінка, яка прагне стати Міс Всесвіт, повинна бути впевненою у собі, освіченою, добре вихованою і мати мету в житті. Часто кандидатка з відмінними зовнішніми даними програє через те, що не змогла вдало відповісти на питання, задане їй під час інтелектуального конкурсу.
Переможниця отримує контракт терміном на 1 рік та призовий пакет, який включає щомісячну зарплату, послуги стилістів, гардероб, модельне портфоліо, запрошення на тижні моди, призи від спонсорів конкурсу, стипендію на дворічне навчання на акторських курсах в New York Film Academy [Архівовано 1 грудня 2020 у Wayback Machine.]. Міс Всесвіт разом з Міс США та Міс США серед тінейджерів рік проживають в елітному районі Нью Йорка, в апартаментах, що виділені їм організацією конкурсу.
Переможниця конкурсу подорожує світом з метою підвищити громадську обізнаність щодо питань ВІЛ/СНІДу, відвідує як журі національні конкурси краси, співпрацює з громадськими та благодійними організаціями, бере участь у благодійних заходах та зборах коштів для благодійних програм.
Якщо переможниця з будь-якої причини не може виконувати свої обов'язки як Міс Всесвіт, перша віцеміс бере обов'язки на себе.
Окрім переможниці та віцеміс, також обирається найкращий національний костюм, Міс Фотогенічність та Міс Конгеніальність. Міс Конгеніальність обирається самими учасницями, а Міс Фотогенічність зазвичай обирається за результатами онлайн-голосування.

## Громадська та благодійна діяльність
Організація «Міс Всесвіт» спрямовує свою діяльність на боротьбу з ВІЛ/СНІДом. За останні 10 років кожна переможниця Міс Всесвіт подорожувала світом з метою підвищити громадську обізнаність щодо збереження миру, питань охорони здоров'я, проблеми ВІЛ/СНІДу, молоді жінки розповідали про запобігання ВІЛ, методи діагностики ВІЛ-інфекції та надавали доступ до медичної допомоги.
Тайфун Хайян (інша назва — Йоланда) вдарив Філіппіни 8 листопада 2013 року, чим створив серйозну катастрофу та зачепив більше 12 мільйонів людей. Організація «Міс Всесвіт» спільно з Нідерландським агентством розвитку Cordaid [Архівовано 3 червня 2017 у Wayback Machine.] створили фонд «MISS UNIVERSE CORDAID FUND» для збору коштів для всіх регіонів Філіппін, які постраждали від тайфуну.
У 2001 році «Міс Всесвіт» стали партнером ініціативи GOD'S LOVE WE DELIVER [Архівовано 19 червня 2017 у Wayback Machine.], що забезпечують продуктами харчування людей, в яких були діагностовані серйозні захворювання. Продукти доставляються на території п'яти районів Нью-Йорку, Ньюарку та Хадсон Каунті в Нью-Джерсі.
«Міс Всесвіт» підтримує ініціативу «Same Sky» [Архівовано 19 червня 2017 у Wayback Machine.].
Організація «Міс Всесвіт» також співпрацює з такими благодійними організаціями: AID FOR AIDS [Архівовано 9 червня 2017 у Wayback Machine.], BEST BUDDIES [Архівовано 10 жовтня 2008 у Wayback Machine.], GMHC [Архівовано 13 грудня 2020 у Wayback Machine.], LATINO COMMISSION ON AIDS [Архівовано 12 березня 2022 у Wayback Machine.], Smile Train [Архівовано 3 червня 2017 у Wayback Machine.], UNICEF та інші.
Переможниці національних конкурсів протягом року здійснюють благодійну діяльність на території своєї країни.

## Корона
Корона Міс Всесвіт змінювалась 9 разів протягом 65-річної історії конкурсу.
Перший вінець, імператорська шлюбна корона Романових, раніше належала Російській імперії. Її використали при нагородженні Армі Куусела з Фінляндії, що стала першою Міс Всесвіт в 1952 році. Вважається, що корона була інкрустована приблизно 1535 діамантами і була застрахована на $500 тисяч.
У наступному році імператорську корону замінили на бронзову корону. Крістіана Мартель із Франції стала Міс Всесвіт 1953 і була єдиною переможницею, що коли-небудь носила цю конструкцію. Це, мабуть, була найнезвичніша з корон, тому що мала дуже міцну конструкцію і не була інкрустована кристалами або камінням
З 1954 по 1960 рік, переможниці отримували корону, яку назвали Зіркою Всесвіту. Вона була виготовлена із золота та платини і була інкрустована 1000 перлинами. Корона була оцінена в $500.000.
У 1961 році Комітет «Міс Всесвіт» вирішив виготовити особливу корону на честь 10-річчя конкурсу. У виготовленні корони використали гірський кришталь, переможницею стала Марлен Шмідт з Німеччини. Вона та Норма Нолан з Аргентини, що стала Міс Всесвіт 1962, були єдиними, хто носив цю корону.
В 1963 році була представлена найвідоміша корона «Міс Всесвіт» — проект відомого ювелірного виробника Sarah Coventry. Йеда Марія Варгас з Бразилії, Міс Всесвіт 1963 мала честь бути першою переможницею, що здобула цю корону. Останньою переможницею, що носила корону Sarah Coventry, була Міс Всесвіт 2001, Деніз Хінони з Пуерто-Рико. Багато прихильників конкурсу були дуже засмучені, дізнавшись про те, що настільки улюблена корона буде замінена.
В період з 2002 по 2007 рік переможниць нагороджували короною Mikimoto. Вона була розроблена офіційним спонсором «Міс Всесвіт», ювеліром Мікімото та зображала фенікс, що символізував статус, владу та красу. Корона інкрустована 500 діамантами та 120 перлинами, діаметром від 3 до 18 мм, вона була оцінена в $250.000. Після закінчення року, переможниці вручали тіару Мікімото, що мала схожий дизайн з короною, але була менша за розмірами. Хоч дизайн корони був досить вдалим, прихильники конкурсу встигли припустити, що ця корона приносить невдачі. Через декілька місяців після коронування Оксани Федорової в 2002 році, переможницю позбавили титулу.

Міс Всесвіт 2015 Піа Вуртцбах в короні DIC

Міс Всесвіт 2008, Дайана Мендоса з Венесуели, стала єдиною переможницею, що коли-небудь носила корону, розроблену CAO Fine Jewelry. Вона була оцінена в $120.000, зроблена з 18-каратного білого і жовтого золота, мала більше ніж 1000 дорогоцінних каменів.
Міс Всесвіт 2009 Стефанія Фернандес з Венесуели першою отримала «Корону миру», виготовлену Diamond Nexus Labs. Її також ще назвали «еко-короною», так як всі камені були синтетичними. Рубіни символізували обізнаність щодо проблеми ВІЛ/СНІДу. Останньою цю корону вдягнула Габріела Іслер з Венесуели. Таким чином, «Корона миру» використовувалась з 2009 по 2013 роки.
Остання корона була виготовлена чеською ювелірною компанією Diamond International Corporation (DIC) та оцінюється зараз в $300.000. Дизайн корони відображає Мангеттен, де знаходиться штаб-квартира «Міс Всесвіт». «Корона символізує красу, стабільність, впевненість у собі та силу жінок у всьому світі», заявила організація. Першою корону вдягнула Пауліна Вега з Колумбії у 2013 році. Наразі корона перейшла до Міс Всесвіт 2016 Іріс Міттенар із Франції.
З 2017 р. по 2018 р. переможниці «Міс Всесвіт» носили корону Mikimoto.
З 2019 р. володарки титулу «Міс Всесвіт» носять корону The Power Of Unity, від ювелірного бренду Mouawad.

## Переможниці конкурсу (2018—2021)

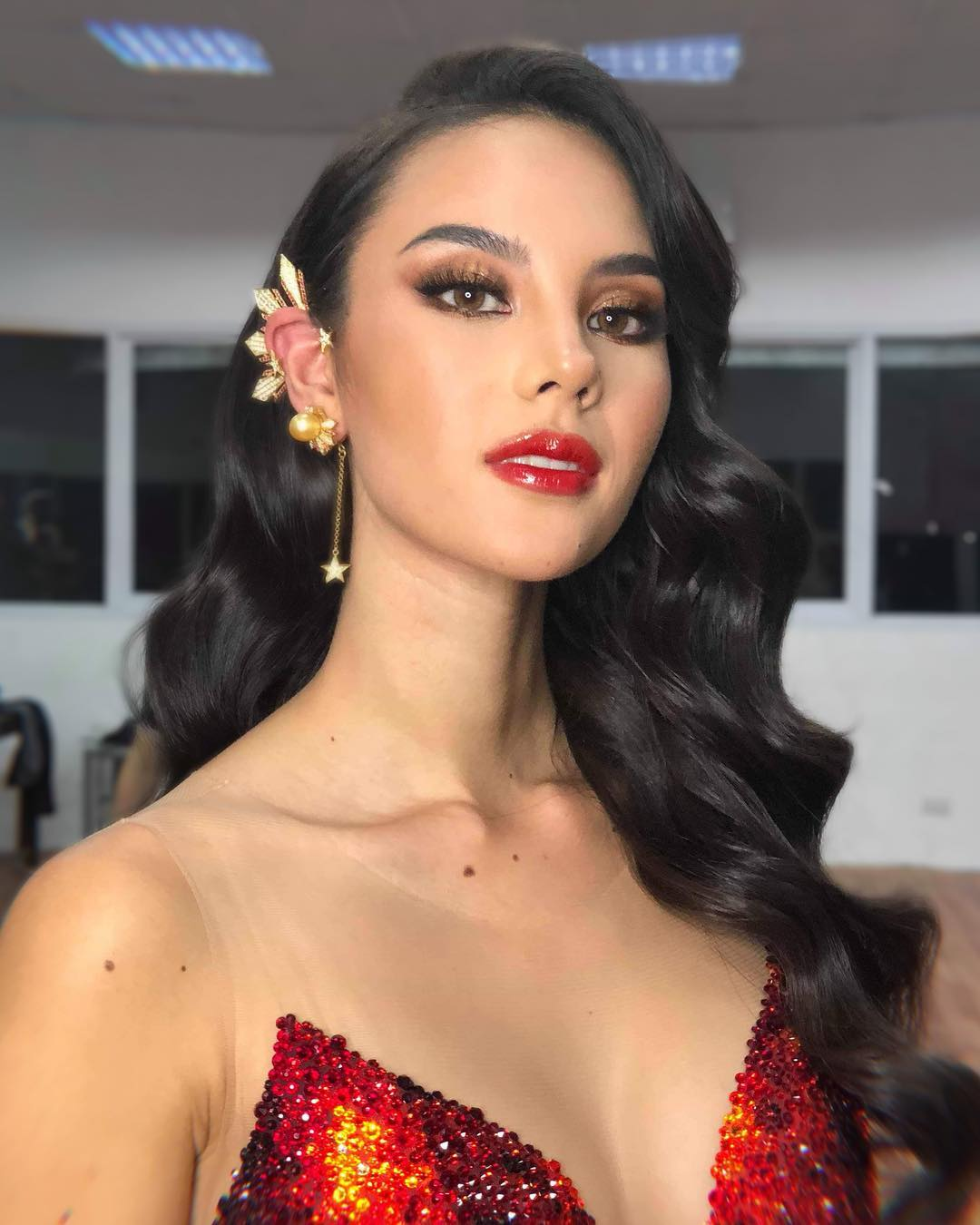
Катріона Грей, Філіппіни (2018)
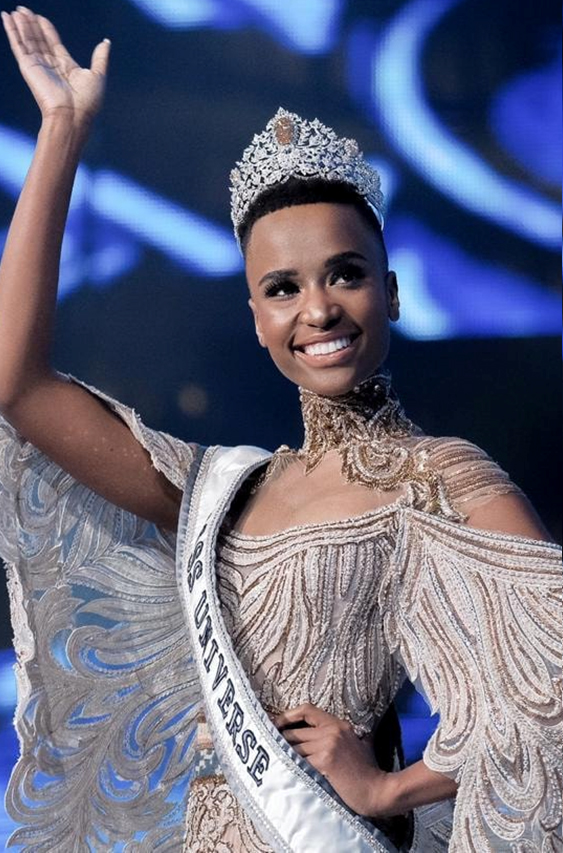
"Міс Всесвіт"-2019, Зозібіні Тунзі
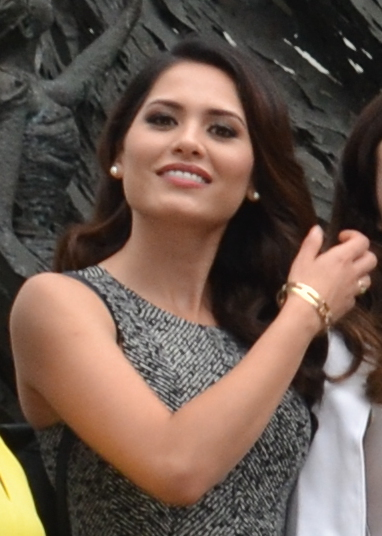
Андреа Меза, "Міс Всесвіт"-2020
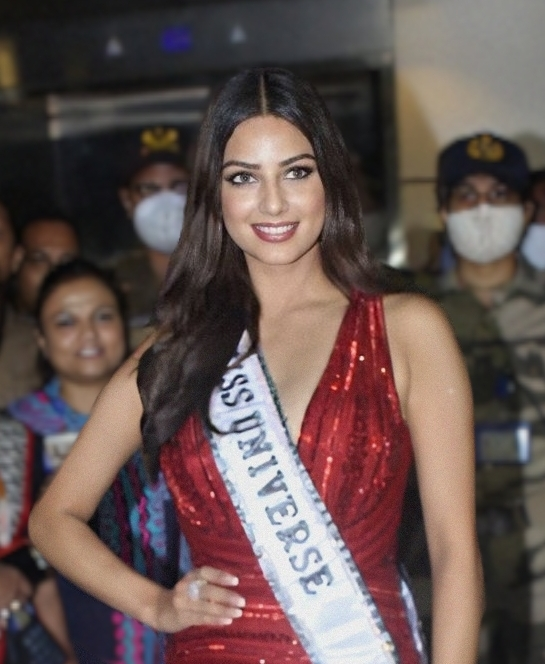
Гарнааз Сандху, "Міс Всесвіт"-2021

## Цікаві факти
- В 2016 році Катріона Грей (Міс Всесвіт 2018) увійшла до ТОП-5 конкурсу Міс Світу.
- Міс Всесвіт 2015 Піа Вурцбах протягом трьох років брала участь в національному конкурсі Міс Всесвіт Філіппіни. У 2013 році Піа стає першою віцеміс, в 2014 — пройшла тільки в півфінал (топ-15), а в 2015 — перемагає.
- У виборі нової королеви краси беруть безпосередню участь два штабу суддів. Одні вибирають топ-15 на попередньому змаганні (preliminary competition), другі відбирають п'ятірку кращих і саму переможницю.
- Країнами-рекордсменками за кількістю перемог є США (8 корон) і Венесуела (7 корон).
- Найбільш ерудованою переможницею вважається Міс Всесвіт 2000 Лара Дутта з Індії.
- Перша Міс Всесвіт Армі Куусела була позбавлена титулу через порушення контракту в зв'язку зі шлюбом.
- Міс Всесвіт 2002 Оксана Федорова є єдиною переможницею, що офіційно розірвала контракт з організацією конкурсу, в результаті чого її ім'я було видалене з реєстру переможниць.
- Першою темношкірою переможницею конкурсу стала Джанель Коміссіонг з Тринідад і Тобаго. Вона отримала титул в 1977 році.
- Жюстін Пасек з Панами, що замінила Оксану Федорову, народилася в Харкові.
- У 2015 році ведучий конкурсу, американський комік Стів Гарві переплутав переможниць, в результаті чого спочатку була коронована колумбійка Аріадна Гуттьєрес. Через кілька хвилин збентежений Гарві повернувся на сцену з конвертом і заявив про те, що назвав не те ім'я і титул повинен належати філіппінці Пії Вурцбах. Згодом ведучий приніс свої вибачення. Скандал з помилкою викликав велику хвилю обурення з боку громадян Колумбії, а інцидент став найпопулярнішою подією в ЗМІ протягом декількох днів.